# نيكي فورستر
نيكي فورستر (بالإنجليزية: Nicky Forster)‏ هو مدرب كرة قدم ولاعب كرة قدم بريطاني في مركز الهجوم، ولد في 8 سبتمبر 1973 في Caterham ‏ في المملكة المتحدة. شارك مع منتخب إنجلترا تحت 21 سنة لكرة القدم. أما مع النوادي، فقد لعب مع إيبسويتش تاون وبرايتون أند هوف ألبيون وبرمنغهام سيتي وتشارلتون أثلتيك ونادي برينتفورد ونادي دوفر أثليتيك ونادي ريدنغ ونادي غيلينغهام ونادي مارغيت وهال سيتي.

## وصلات خارجية
- نيكي فورستر على موقع قاعدة بيانات كرة القدم.إي يو (الإنجليزية)
- نيكي فورستر على موقع Soccerbase.com (لاعب) (الإنجليزية)
- نيكي فورستر على موقع Soccerbase.com (مدرب) (الإنجليزية)
- نيكي فورستر على موقع Soccerway.com (الإنجليزية)